# Karl Otto Watzinger
Karl Otto Watzinger (* 17. Mai 1913 in Gießen; † 30. April 2006 in Mannheim) war ein deutscher Verwaltungsjurist und beigeordneter Bürgermeister von Mannheim.

## Leben
Karl Otto Watzinger, Sohn des Klassischen Archäologen Carl Watzinger, wurde in Gießen geboren, wo sein Vater Professor war, und wuchs in Tübingen auf, wohin sein Vater 1916 gewechselt war. Er begann nach dem Abitur 1931 mit dem Jurastudium, zunächst an der Universität Tübingen, dann in Berlin. Seit 1931 war er Mitglied der Studentenverbindung Luginsland Tübingen. 1936 beendete er den Referendariatsdienst am Amtsgericht Rottenburg am Neckar nach der 1. juristischen Staatsprüfung. Von 1937 bis 1939 war er bei der Wirtschaftsgruppe Chemische Industrie in Berlin tätig. 1939 schrieb er sich an der Universität Göttingen ein, wurde jedoch im August 1939 wegen Kontakten zur verbotenen Sozialistischen Arbeiterpartei Deutschlands in der Schweiz verhaftet. Zunächst kam er in Untersuchungshaft in Bruchsal, anschließend in das Strafgefängnis Ulm, im September 1941 in das KZ Dachau und im November 1944 in die SS-Strafdivision Dirlewanger. Nach seiner Entlassung aus sowjetischer Kriegsgefangenschaft im September 1945 konnte er das Referendariat mit dem Assessorexamen abschließen und wurde 1947 an der Universität Tübingen zum Dr. jur. promoviert. 
Von 1949 bis 1954 war er als Rechtsrat bei der Stadt Ulm tätig. 1951 trat er in die SPD ein. Seit 1954 war er Stadtsyndikus von Mannheim. Von 1962 bis zur Pensionierung 1978 war er beigeordneter Bürgermeister von Mannheim, zuständig für Personal-, Rechts-, Verwaltungs- und Ordnungswesen.

## Veröffentlichungen (Auswahl)
- Die privatrechtliche Staatsauffassung Carl Ludwig von Hallers. Dissertation Tübingen 1947
- Geschichte der Juden in Mannheim 1650–1945. Kohlhammer, Stuttgart u. a. 1984. ISBN 3-17-008696-0.
- Carl Watzinger (1877–1948). Professor der Archäologie an der Universität Tübingen. Ein Lebensbild aus Dokumenten und nachgelassenen Briefen. In: Bausteine zur Tübinger Universitätsgeschichte 4 (1989), S. 111–126.
- Ludwig Frank. Ein deutscher Politiker jüdischer Herkunft. Thorbecke, Sigmaringen 1995, ISBN 3-7995-0902-X.